# Hind Kabawat
Hind Aboud Kabawat, née en 1974, est une femme politique, chercheuse, conseillère internationale et activiste syro-canadienne. Elle est ministre syrienne des Affaires sociales et du Travail depuis 2025.
Elle a précédemment occupé le poste de directrice de la consolidation de la paix interreligieuse au Centre pour les religions du monde, la diplomatie et la résolution des conflits de l'université George-Mason, en Virginie, et de directrice adjointe du bureau de Genève de la Commission de négociation syrienne. Après la chute du régime Assad, elle est nommée par la présidence syrienne comme membre du Comité préparatoire de la Conférence de dialogue national syrien en février 2025.

## Biographie
Hind Kabawat est titulaire d'une licence en économie de l'université de Damas et d'un diplôme en droit de l'université arabe de Beyrouth. Elle est titulaire d'une maîtrise en relations internationales de la Fletcher School de l'université Tufts de droit et de diplomatie, ainsi que de certificats en résolution de conflits et en leadership stratégique de l'université de Toronto et en négociation de l'université Harvard.
Membre de l'opposition syrienne pendant la guerre civile, Hind Kabawat a été cheffe adjointe du bureau de Genève de la Commission syrienne de négociation, dirigé par l'ambassadeur Abdullatif Dabbagh, ancien ambassadeur syrien aux Émirats arabes unis. La Commission syrienne de négociation était autrefois connue sous le nom de Haut Comité de négociations (HCN). En tant que HNC de l’époque, elle a participé aux huit cycles des pourparlers de paix de Genève de 2017 sur la Syrie. Hind Kabawat est également directrice de la consolidation de la paix interconfessionnelle au Centre pour les religions du monde, la diplomatie et la résolution des conflits (CRDC) de l'université George-Mason. Dans le cadre de son poste au CRDC, elle a dirigé le programme syrien du CRDC, qui comprend des séminaires annuels à l'étranger au cours desquels elle a servi de professeur adjoint pour les étudiants diplômés et de premier cycle afin de se renseigner sur la résolution des conflits et le développement de la société civile. Dans le cadre de ce programme, elle a également dirigé des formations sur la société civile et la collaboration interconfessionnelle pour des Syriens d’âges divers et ayant le statut de déplacé interne et de réfugié.
Hind Kabawat est membre fondatrice de Tastakel, un centre dédié à l'utilisation de la non-violence et du dialogue pour résoudre le conflit en cours en Syrie. Cela comprend la gestion de plusieurs centres pour femmes en Syrie qui fournissent des services d’éducation et de conseil, ainsi que l’organisation d’ateliers sur l’engagement politique et la consolidation de la paix pour les femmes syriennes à l’intérieur de la Syrie et vivant en tant que réfugiées dans les pays voisins.
Jusqu'en 2015, Hind Kabawat est responsable principale de programme à l'Institut des États-Unis pour la paix. Elle a été membre du conseil consultatif et consultante pour la Banque mondiale et contribue fréquemment au Huffington Post. De 1989 à 2014, elle travaille comme conseillère juridique internationale dans divers cabinets d’avocats à Toronto.
En février 2025, après la chute du régime Assad, Hind Kabawat est nommée par la présidence syrienne comme membre du Comité préparatoire de la Conférence de dialogue national syrien. Le 29 mars 2025, elle est nommée ministre des Affaires sociales et du Travail dans le gouvernement al-Charaa, devenant ainsi la première femme et la seule chrétienne du gouvernement de transition syrien.

## Récompenses
En 2007, Hind Kabawat est nommée artisan de paix en action par le Centre Tanenbaum pour la compréhension interreligieuse. En 2009, elle reçoit le Public Diplomacy Award du CRDC de l'université George-Mason.